# شارل پی‌یر آنری ریو
شارل پیر آنری ریو (به فرانسوی: Charles Pierre Henri Rieu)(زادهٔ ۸ ژوئن ۱۸۲۰ - مرگ ۱۹ مارس ۱۹۰۲) خاورشناس سوئیسی بود.

## زندگینامه
وی زادهٔ ژنو بود. در دانشگاه بن دانش اندوخت و در ۱۸۴۳ دکترایش را گرفت. در ۱۸۴۷ به استخدام موزه بریتانیا درآمد و پس از بیست سال خدمت به نگهبانی از دستنوشته‌های خطی گمارده شد.
در ۱۸۷۱ او کار دستنوشته‌های عربی کاتالوگوس کودیوم مانوسکریپتوروم اورینتالوم را که ویلیام کیوریتن آغاز کرده‌بود به انجام رساند و در ۱۸۹۴ آن را با فزوده‌هایی به چاپ رساند. او همچنین در ۱۸۸۸ فهرست دست‌نوشته‌های ترکی و میان سال‌های ۱۸۷۹-۱۸۹۵ فهرست دست‌نوشته‌های فارسی را در چهار جلد مرتب نمود. در پایان آرشیوی از آگاهی‌های کتاب‌ها و نویسندگان آنها فراهم‌آورد. در ۱۸۹۵ او استاد عربی دانشگاه کمبریج شد. او در شهر لندن درگذشت.

## متون کهن ایرانی
محققین ایرانی مانند ایرج افشار، در تلاش برای یافتن نسخ خطی متون کهن ایرانی و تهیه میکروفیلم از آنها، از یادداشت‌های و کتاب‌های وی، بسیار سودجسته‌اند.